# Jean Chemineau
Jean Chemineau, né le 26 avril 1771 à Grelet, quartier d'Angoulême, mort le 12 juin 1852 à Poitiers (Vienne), est un général français de la Révolution et de l’Empire.

## États de service
Il entre dans le 4e bataillon de volontaires de la Gironde, en qualité de sergent-major le 23 septembre 1791. Il est fait sous-lieutenant en juillet 1792, rejoint l'armée du Nord à Hondscoote, y est blessé grièvement et nommé lieutenant. Capitaine le 17 août 1794, il combat vaillamment sur le Rhin et en Italie, notamment à la défense du pont du Var.
Nommé chef de bataillon sur le champ de bataille, puis major au 61e régiment d'infanterie de ligne en décembre 1803, il est fait chevalier de la Légion d'honneur le 26 mars 1804.
Il fait les campagnes d'Autriche et de Prusse et prend part au siège de Dantzig. Chargé de suivre l'ennemi qui fuyait sur Pillau, il se jette sur les Russes, à la tête d'un escadron du 11e régiment de chasseurs, enlève 3 pièces de canon et fait 800 prisonniers.
Nommé officier de la Légion d'honneur le 1er juin 1807, il prend à Friedland le commandement de la brigade du général Coehorn qui a été mis hors de combat, soutient les efforts des Russes et contribue au succès de la bataille. Il a pour récompense le grade de colonel du 76e régiment d'infanterie de ligne. Créé baron de l'Empire en 1808 et général de brigade le 22 juin 1811, il commande en Portugal une des brigades du général Foy et se distingue dans la retraite qui suit la journée des Arapyles.
Les Anglo-Portugais avaient enfoncé, à Alba, un des carrés de l'arrière-garde française. Le général Chemineau voit le danger, s'avance avec un bataillon du 69e, arrête la cavalerie anglaise dont il fait un grand carnage et laisse au général Foy le temps d'accourir et de repousser l'ennemi. En octobre suivant, la division Foy se présente devant Palencia et somme la place qui promet d'ouvrir ses portes si le général Foy se présente en personne. Le général envoie un aide-de-camp précédé d'une trompette, et les Espagnols font feu sur eux. Le général Foy indigné ordonne l'assaut. Chemineau dispose ses colonnes, l'effet du canon lui paraît trop lent, il fait briser les portes à coups de hache, pénètre dans les rues, culbute et chasse les Espagnols, emporte le pont du Carriou qu'ils cherchent à défendre et s'empare des barils de poudre disposés pour le faire sauter.
Le général Chemineau se distingue depuis à Weissenfels et à Lützen où il a deux chevaux tués sous lui et est très grièvement blessé par un boulet (il fut amputé de la jambe droite par Larrey). L'Empereur le nomme en récompense, général de division le 31 juillet 1813 et commandant de la Légion d'honneur le 10 août suivant.
La Restauration le fait chevalier de Saint-Louis et le charge du commandement de la Vienne, de la Charente-Inférieure et des Deux-Sèvres. Plus-tard il est admis à la retraite le 15 avril 1832.
Il meurt le 12 juin 1852, à Poitiers. Son nom est gravé sur la 11e colonne de l'arc de triomphe de l'Étoile à Paris.

## Armoiries
| Figure | Blasonnement |
|        | Armes du baron Chemineau et de l'Empire (décret du 19 mars 1808, lettres patentes du 26 octobre 1808 (Paris)) Coupé, au premier parti de sable et de gueules; le sable au lévrier rampant d'or, le gueules au signe des barons militaires, le coupé d'azur, au palmier d'or, terrassé de même,. Livrées : marron, rouge, et bleu. |